# 1401 en Angleterre
Chronologie de l'Angleterre
- 1397
- 1398
- 1399
- 1400
- 1401
- 1402
- 1403
- 1404
- 1405

Cette page concerne l'année 1401 du calendrier julien.

## Naissances en 1401
- 10 mai : Thomas Tuddenham, propriétaire terrien
- 26 novembre : Henri Beaufort, 2e comte de Somerset

## Décès en 1401
- 19 janvier : Robert Bealknap, juge
- 20 mars : William Sawtrey, prêtre lollard
- 8 avril : Thomas de Beauchamp, 12e comte de Warwick
- 13 juin : Robert Tideman de Winchcombe, évêque de Worcester
- 4 août : Philip le Despenser, 1er baron le Despenser (en)
- 1er octobre : William Greville, marchand
- 9 octobre : Llywelyn ap Gruffydd Fychan, propriétaire terrien
- 19 octobre : John Charleton, 4e baron Cherleton
- Date inconnue :
  - Richard Baret, member of Parliament pour Gloucester
  - William Croke, member of Parliament pour Gloucester
  - Richard Feld, chanoine de Windsor
  - Walter Scarle, member of Parliament pour le Rutland
  - Thomas Tanner, member of Parliament pour Wells
  - Alexander Walden, member of Parliament pour l'Essex